# Шинкарук Ірина Володимирівна
Іри́на Володи́мирівна Шинкару́к (нар. 31 липня 1979, м. Фастів Київської області) — українська співачка, телевізійна ведуча, режисер, солістка оркестру Національного радіо України, заслужена артистка України, народна артистка України (2019), засновник та голова оргкомітету Фестивалю Пісенний спас. Її ім'я занесено до Міжнародного музичного каталогу «Who is who in music». Дочка Володимира Шинкарука.

## Життєпис
Закінчила Житомирське училище культури та мистецтв (1997), Житомирирський педагогічний університет ім. І. Франка (2000) та Київський національний університет культури та мистецтв (2001); стажувалась з вокалу у Варшавському театрі оперети (1994). У 1995—1999 — солістка-вокалістка Українського державного театру пісні, з 1999 по даний час — солістка оркестру Національного радіо України; працювала також на посаді доцента кафедри естрадного співу КНУКІМ (2000—2003), старшим диктором телеканалу «Культура» (2000—2004).
Переможниця багатьох всеукраїнських і міжнародних естрадних фестивалів та конкурсів. Концертну діяльність розпочала з семирічного віку в дуеті з батьком — Володимиром Шинкаруком. 
Виступала в США, Росії, Польщі, Словаччині, Угорщині, Австрії, Франції, Німеччині, Кубі, Греції, Лівії, Андоррі, в країнах Середньої Азії тощо.
Започаткувала новий напрямок у сучасній українській популярній музиці — магічний рок.
Випустила дев'ять музичних альбомів.
Авторка збірок поезій «Народження голосу» (2001, передм. Володимира Цибулька), «Відчуваю» (2004, передм. Павла Мовчана), аудіо книги власних віршів «Міра» (2008).
Режисер-постановник і ведуча масового святкового дійства «85 років створення Макарівського району» (2008), Всеукраїнського свята кобзарського мистецтва «Козацька ліра» (2009) та ін.

## Урядові нагороди та почесні відзнаки
- Почесне звання «Заслужена артистка України» (2007);
- Відзнака мистецької агенції «Територія А» за найкращі спецефекти в кліпі на пісню «Ти минаєш»
- Почесна відзнака Всеукраїнського об'єднання «Держава» (2005);
- Орден «Золотий хрест» Всеукраїнської асоціації працівників культури та мистецтва (2007);
- Лауреат Всеукраїнської премії імені Івана Огієнка (2008)
- Лауреат Національної програми «Мистецький Олімп України» (2009);
- Почесна відзнака «Суспільне визнання» (2010);
- Диплом комітету Верховної Ради України з питань культури та духовності (2010);
- Почесне звання «Почесний громадянин села Гореничі» (2011);
- Лауреат Міжнародної премії за доброчинність (2014);
- Багаторазова володарка премії Шлягер року;
- Почесне звання «Народна артистка України» (6 березня 2019)[2];

## Творчі досягнення
- 1990 — Всеукраїнський фестиваль естрадної музики «Замкова гора» (Житомир) — I місце;
- 1991 — Всеукраїнський фестиваль дитячо-юнацької творчості «Солом'яний дзвін» (Луцьк) — I місце;
- 1991 — II Всеукраїнський фестиваль «Червона рута» (Запоріжжя) — приз «Надія»;
- 1992 — IV Всеукраїнський фестиваль авторської пісні «Оберіг» (Луцьк) — диплом;
- 1993 — Всеукраїнський конкурс Фонду культури України «Нові імена» (Київ) — диплом;
- 1993 — III Всеукраїнський фестиваль «Червона рута» (Донецьк) — I місце у жанрі популярної музики;
- 1993 — Міжнародний фестиваль естрадної пісні «Білостоцькі мальви» (Білосток, Польща) — Гран-прі;
- 1993 — Всеукраїнський фестиваль сучасної української пісні «Пісенний вернісаж» (Київ) — диплом;
- 1994 — V Міжнародний естрадний фестиваль «Голос Азії» (Алмати, Казахстан) — диплом FIDOF та приз за виконання найкращої пісні фестивалю «Місячний оберіг»;
- 1997 — XIV Всесвітній фестиваль молоді та студентів (Гавана, Куба)_;
- 1997 — Всеукраїнський рейтинг популярності «Золота фортуна» (Київ) — найкраща молода співачка України;
- 1998 — Всесвітній фестиваль християнської молоді (Відень, Австрія);
- 1998 — III Міжнародний фестиваль сучасної естрадної пісні «Море друзів» (Ялта) — Гран-прі;
- 1999 — V Всеукраїнський телевізійний фестиваль популярної музики «Мелодія» (Львів) — Гран-прі;
- 1999 — Міжнародний конкурс виконавців естрадної пісні ім. В. Івасюка (Чернівці) — II премія;
- 2002 — Міжнародний конкурс виконавців естрадної пісні «Золотий скіф» (Донецьк) — диплом;

## Доробок

### Дискографія
- Магнітоальбоми:
  - 1994 — «П'ята пора року» («Гарба», Київ);
  - 1996 — «Крок до літа» («Гарба», Київ);
  - 1999 — «Перекотиполе» («Євро-стар», Київ);
  - 2000 — «Час любити» («Євро-стар», Київ).
- CD:
  - 1996 — «Я — наче птиця» («Гарба», Київ);
  - 1998 — «Перекоти-поле» («Болі-диск», Київ);
  - 2000 — «Іду до Вас» («Болі-диск», Київ);
  - 2004 — «Відчуваю» («Укрмюзік», Київ);
  - 2006 — «Це моя і твоя Україна» («ГроЛіс», Тернопіль);
  - 2008 — «Міра» («ГроЛіс», Тернопіль).

### Кліпи
- «Ти минаєш» — (2002, режисер Віктор Придувалов. Кліп відзначиний мистецькою агенцією"Територія А" за найкращі спецефекти);
- «ДЕТИДЕЯ» — (2003, режисер Андрій Новосьолов);
- «Зима» — (2005).

### Поетичні збірки
- «Народження голосу» (2001);
- «Відчуваю» (2004).

## Галерея
Вечір пам'яті Володимира Шинкарука в Українському домі «Перемога», м. Тернопіль, 23 березня 2015:

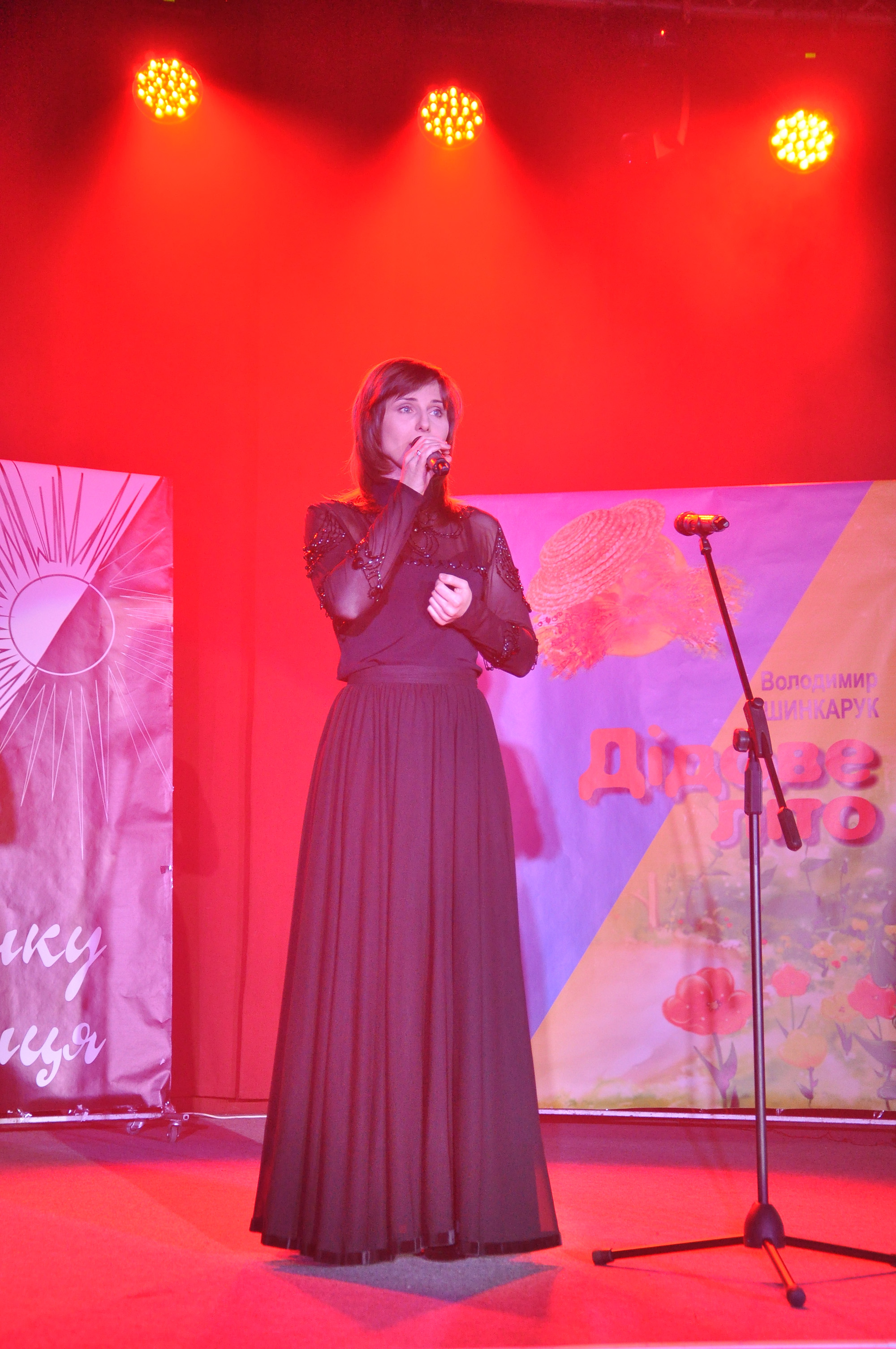
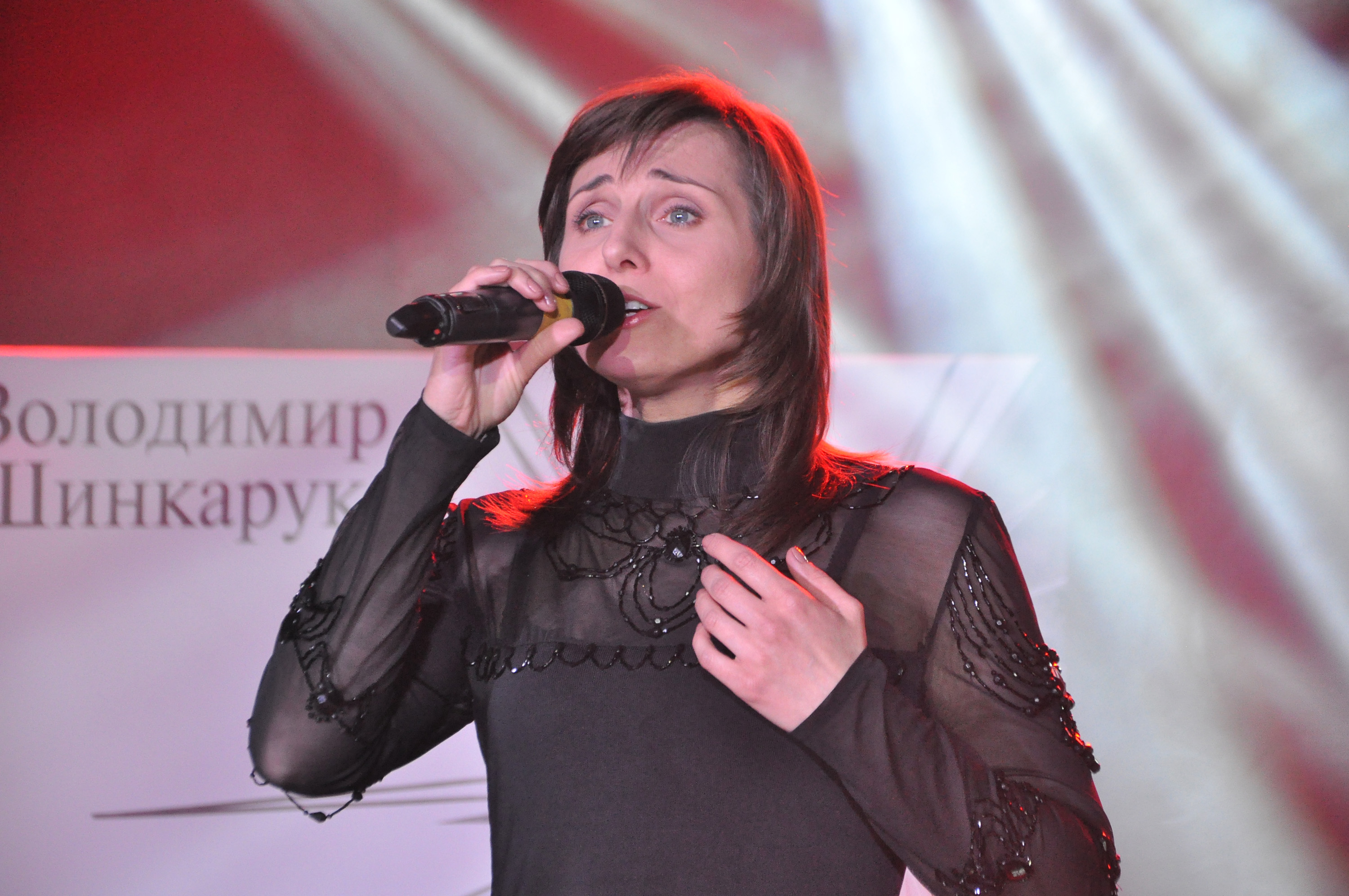
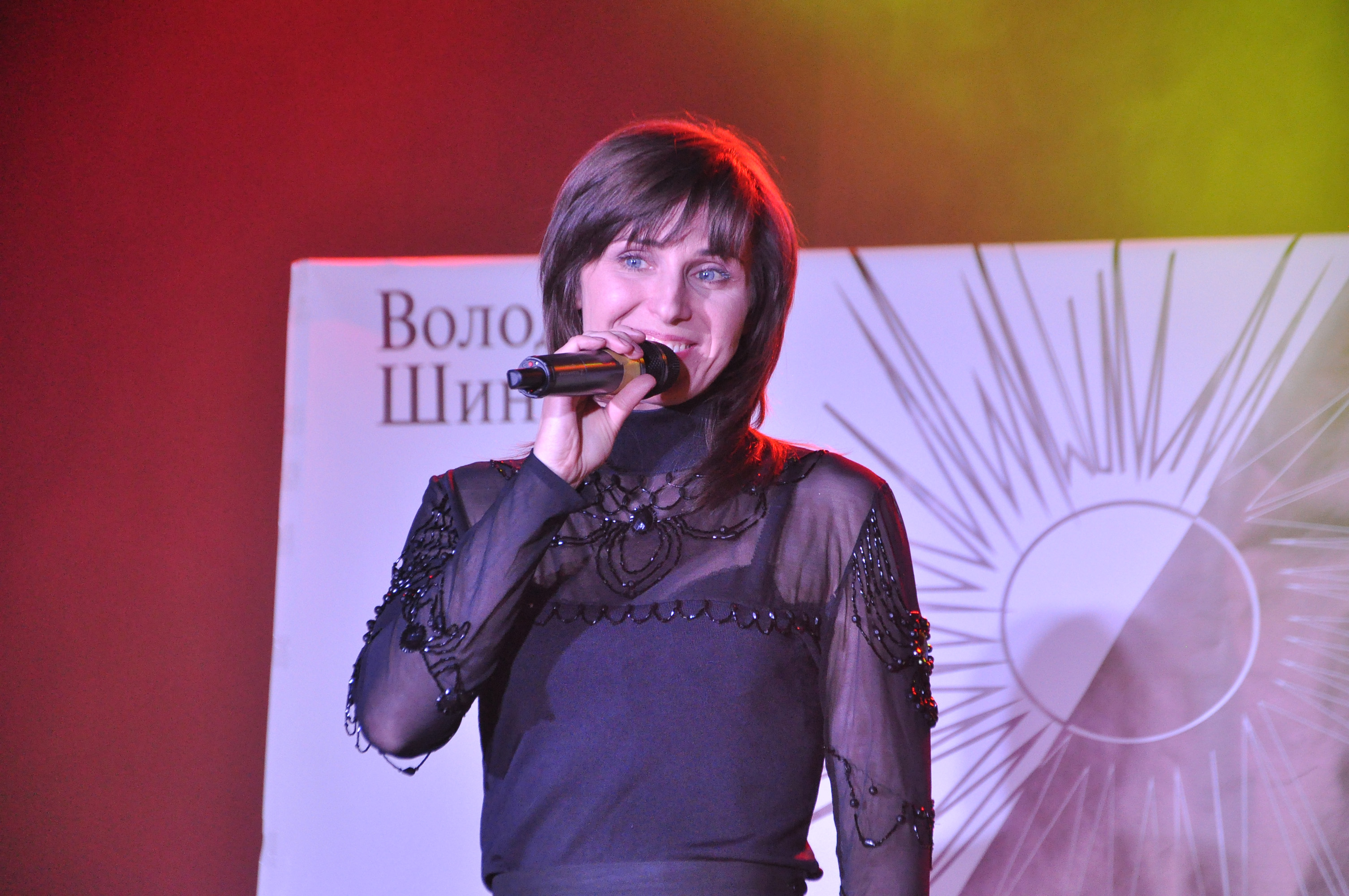
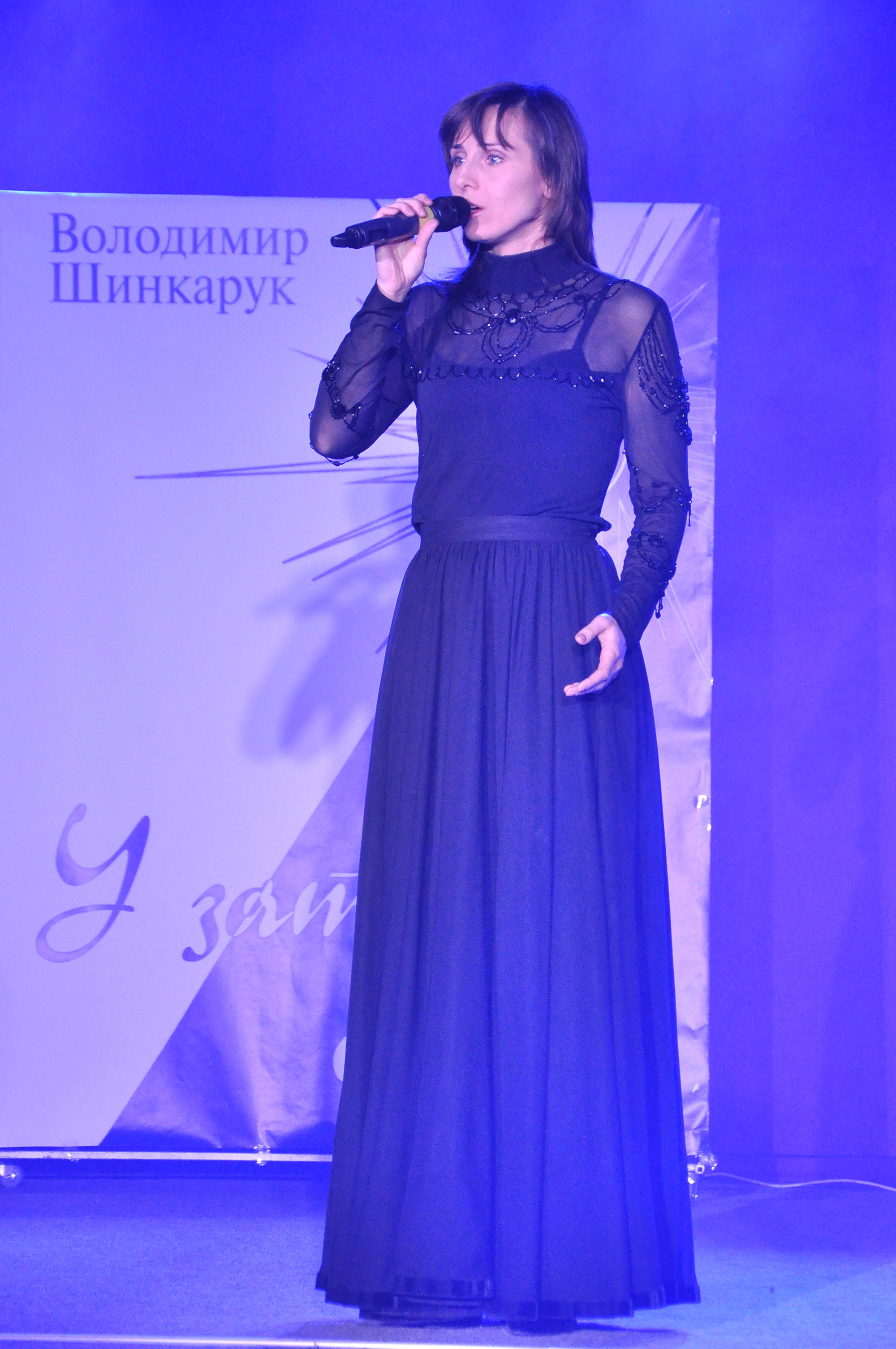
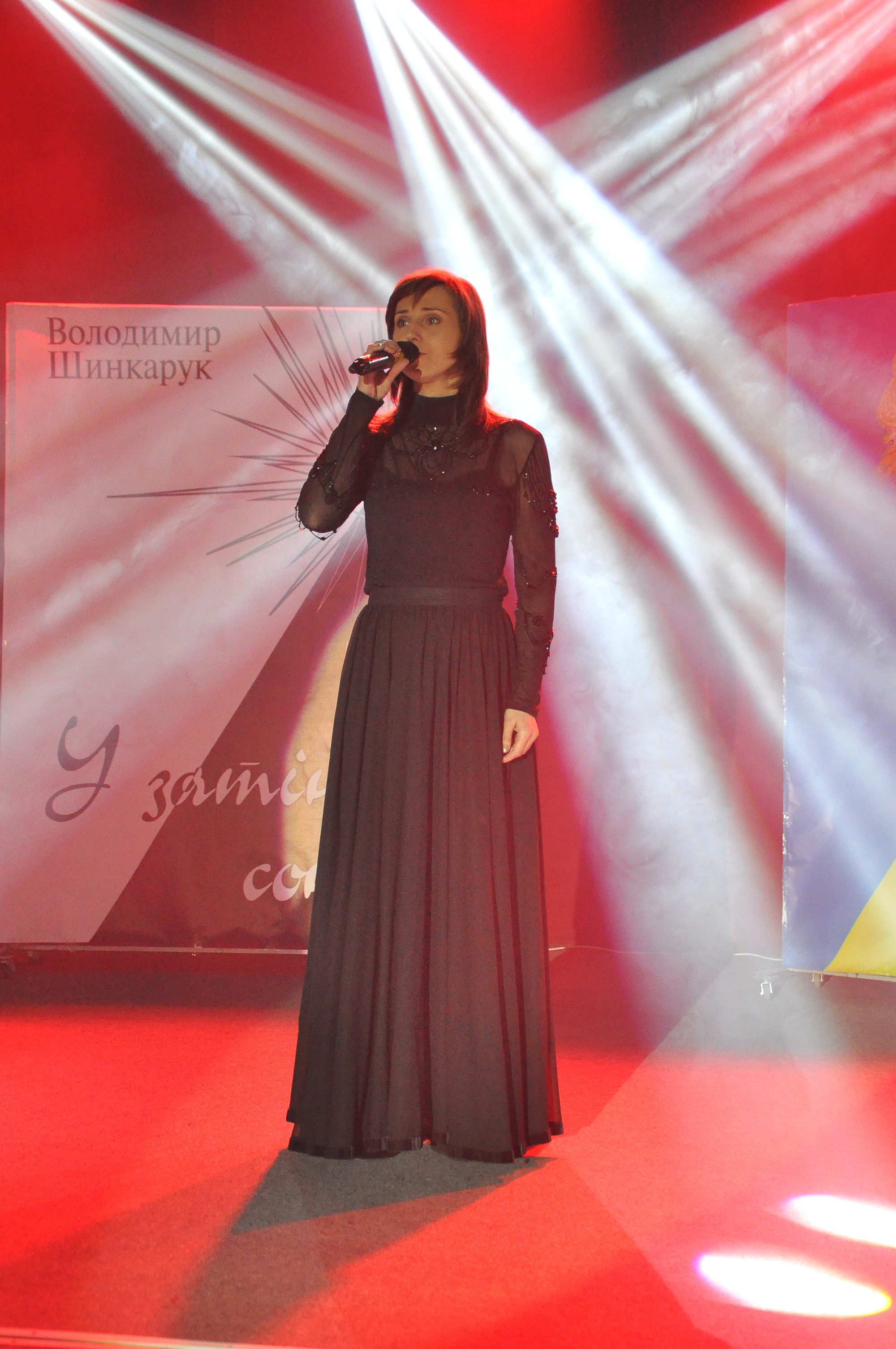